# CNT (periódico)
CNT es un periódico que edita el sindicato Confederación Nacional del Trabajo (CNT) siendo este el principal medio de expresión de esta organización anarcosindicalista. Es de periodicidad trimestral, de 32 páginas en tres columnas, a todo color.
Se elige su dirección y localidad de residencia en un congreso o pleno confederal de la CNT, teniendo este mandato una duración de dos años. La dirección se ocupa de la distribución, impresión, venta, administración de las suscripciones y recepción de artículos para el periódico.
El director elegido para el periódico acude a las reuniones del comité confederal de la CNT con voz pero sin voto. El secretario general de la CNT es la persona ocupada de redactar la editorial del periódico. 
CNT se edita con una licencia Creative Commons de carácter copyleft y además de en papel, se puede leer en Internet.

## Historia
Creado en 1932, durante el año 2012 se conmemoró su 80 aniversario. Fue en el III Congreso de Madrid (1931) donde se fraguó la idea, siendo un 16 de abril de 1932 cuando en un Pleno Nacional de Regionales se decidió que la anarcosindical debía poseer su propio órgano de expresión, llamado CNT. El primer número vería la luz el 14 de noviembre de ese mismo año.
Llegando a alcanzar los 35.000 ejemplares diarios durante la guerra, con sede en Madrid hasta entonces, la publicación ha sufrido durante su trayectoria frecuentes suspensiones y recogidas de edición por las diferentes situaciones sociopolíticas vividas en el país (especialmente durante el franquismo).
Algunos de sus directores y miembros de la redacción más destacados durante esta etapa fueron: Avelino González Mallada (primer director del periódico, dimitiría en 1933, siguiendo como redactor), Acracio Bartolomé Díaz (redactor en 1932, pasaría a ser director durante unos meses en 1937 hasta la caída de Gijón por el ejército de Franco), Gil Bel (redactor entre 1932 y 1933), Liberto Callejas (director en 1933), José Claro Sendón (redactor de agosto a diciembre de 1933 -encarcelado-), Benigno Mancebo Martín (redactor y administrador entre 1932 y 1934), Vicente Ballester Tinoco (redactor en 1934), Dalmacio Bragado Ruiz (corresponsal entre 1932 y 1934), José García Pradas (director durante la guerra - 1936-1939-), Jaime Balius (corresponsal), Antonio Agraz (colaboración en la sección "Romances" en 1936 y 1937), David Antona Domínguez (redactor, con frecuencia bajo el seudónimo de "Verbo Rojo"), Ramón Rufat (clandestinamente entre 1944 y 1945), Manuel Fernández Rodríguez (administrador durante unos años en el exilio). 
El periódico dejó de editarse desde mayo de 2015 (número 419), volviendo a aparecer en junio de 2019 con un formato renovado y siendo de carácter trimestral y gratuito. Actualmente posee una tirada de más de 6000 ejemplares.

## Colaboradores
Junto a la información editada por el sindicato CNT, entre los columnistas habituales han escrito: Moncho Alpuente, Ana Sigüenza, ICEA, Carlos Taibo, José Luis Gutiérrez, Paco Cuevas, Pepe Gómez, José Luis Velasco y Javier Ortiz.